# Kauppi (klippa)
Kauppi är en ö i Finland. Den ligger i Bottenviken och i kommunen Kalajoki i landskapet Norra Österbotten, i den nordvästra delen av landet. Ön ligger omkring 130 kilometer sydväst om Uleåborg och omkring 450 kilometer norr om Helsingfors.
Öns area är 0,5 hektar och dess största längd är 170 meter i sydöst-nordvästlig riktning. Närmaste större samhälle är Himango, 13 km sydost om Kauppi.